# Chi Nơ lan
Chi Nơ lan (danh pháp: Neuwiedia) là một chi trong Họ Lan, gồm có 9 loài.
Loài điển hình là Neuwiedia veratrifolia Blume 1834.
Chi Nơ lan phân bố từ Malaysia, Borneo, Java đến Philippines, New Guinea và tây nam Thái Bình Dương. Tương tự chi Apostasia nằm trong cùng phân họ, chi này có đến 3 nhụy hoa thay vì chỉ có 1 nhụy như các loài lan khác. Do vậy, một số nhà nghiên cứu không coi các loài thuộc chi này là những loài lan thực sự.

## Các loài
Các loài sau đây đã được công nhận:
- Neuwiedia annamensis Gagnep. 1933
- Neuwiedia borneensis de Vogel 1969
- Neuwiedia elongata de Vogel 1969
- Neuwiedia griffithii Rchb.f. 1874
- Neuwiedia inae de Vogel 1969
- Neuwiedia siamensis de Vogel 1969
- Neuwiedia singapureana (Wall. ex Baker) Rolfe
- Neuwiedia veratrifolia Blume 1834
- Neuwiedia zollingeri Rchb.f. 1857 
  - Neuwiedia zollingeri var. javanica (J.J.Sm.) de Vogel 1969
  - Neuwiedia zollingeri var. zollingeri